# Nazım Kara
Nazım Selami Kara (ur. 1992) – turecki zapaśnik walczący w stylu wolnym. Ósmy w Pucharze Świata w 2019 roku. 